# Conselho Legislativo da Palestina
O Conselho Legislativo da Palestina, também designado como Conselho Legislativo Palestiniano em Portugal ou Conselho Legislativo Palestino no Brasil, é o parlamento da Autoridade Nacional Palestiniana. É um órgão unicameral, composto por 132 membros, eleitos a partir dos 16 distritos eleitorais da Cisjordânia e da Faixa de Gaza. Inicialmente contava com 88 membros, mas uma lei aprovada em Junho de 2005 aumentou o seu número para 132. As suas instalações encontram-se na cidade de Gaza.

## História
O Conselho Legislativo da Palestina foi criado em 1995 em resultado do Acordo de Oslo II (também denominado Acordo Interino ou Acordo de Taba).
As primeiras eleições para o Conselho Legislativo da Palestina ocorreram em 1996. Neste ano consagrou-se como partido vencedor das eleições a Fatah, de Yasser Arafat. Alguns lugares foram reservados aos cristãos e um ao representante da comunidade dos Samaritanos. 
Esta legislatura deveria terminar em Maio de 2000, mas manteve-se em funções devido ao surgimento de novos conflitos na região, em concreto a Segunda Intifada, iniciada em Setembro de 2000. Foram marcadas eleições para Julho de 2005, que terminaram por ser adiadas para Janeiro de 2006. 
A inauguração do Conselho ocorreu em Março de 1996 por Yasser Arafat, num evento ao qual compareceram mais de 60 representantes de estados mundiais. Começou a exercer formalmente as suas funções a 7 de Março do mesmo ano, dia que é conhecido na Palestina como "Dia da Democracia". 
O primeiro porta-voz do Conselho Legislativo da Palestina foi Ahmed Qurei, que desempenhou essa função até Setembro de 2003. Em Novembro do mesmo ano Rauhi Fattouh foi eleito o novo porta-voz, cargo que ocupou até Março de 2004. Desde Fevereiro de 2006 o cargo é ocupado por Abdel Aziz Duwaik.

## Funções
As funções do Conselho Legislativo da Palestina são, relativamente, limitadas. O Conselho pode votar moções de censura ao governo, o que pode provocar a queda do mesmo. Com a Autoridade Nacional Palestina o Conselho é responsável pela segurança interna e pela ordem pública nas zonas autônomas palestinas. Desempenha ainda funções de fiscalização da finanças públicas. O CLP não desempenha qualquer tipo de papel nas negociações com Israel, visto que o tratamento das relações exteriores da Palestina são de competência privativa do Executivo.

## Composição do CLP

### Eleições de 1996
- Fatah - 55
- Independentes ligados à Fatah - 7
- Independentes - 4
- Cristãos - 3
- Independentes - 15
- Samaritanos - 1
- Outros - 1
- Lugares vagos - 2

### Eleições de 2006
- Hamas - 74
- Fatah - 45
- Lista do Mártir Abu Ali Mustafa (Frente Popular para a Libertação da Palestina) - 3
- Badeel (A Alternativa) - 2
- Palestina Independente - 2
- Terceira Via - 2